# Jørlunde
Jørlunde – miasto w Danii, w regionie Stołecznym, w gminie Frederikssund.